# Semana Verde Internacional de Berlín

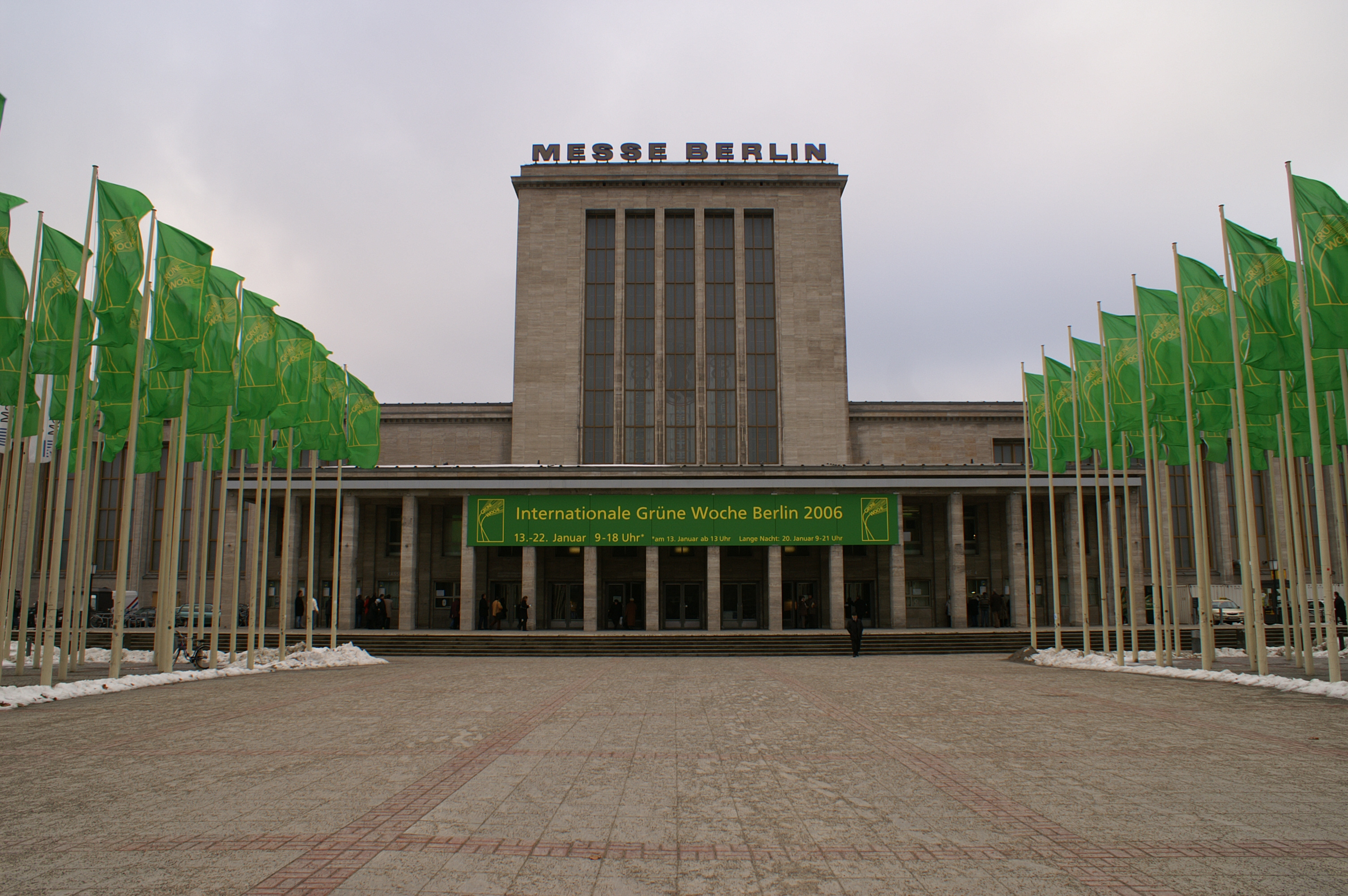
Acceso principal a la feria en la Messe Berlin (2006)

La Semana Verde Internacional de Berlín (en alemán, Internationale Grüne Woche Berlin), llamada simplemente como la Semana Verde, es una importante feria de muestras celebrada anualmente en Berlín, capital de Alemania. Abarca diferentes temáticas relacionadas con el sector agropecuario y la silvicultura. La Semana Verde tiene lugar tradicionalmente a principios de cada año en el complejo de la Messe Berlin, donde también se ubica en el exterior la Torre de radio (Funkturm) y se encuentra abierta al público en general.

## Historia
La primera Semana Verde fue realizada entre el 20 y 28 de febrero de 1926, cuando un funcionario de la Oficina de Turismo de Berlín tuvo la idea de combinar la tradicional reunión de invierno de la Sociedad Agrícola Alemana (Deutsche Landwirtschafts-Gesellschaft), con una exhibición que sirviera de vitrina para sus participantes. Dicho encuentro contó con la presencia de 50 mil visitantes en un recinto que cubría 7 mil m². 
La Semana Verde le debe su nombre a los abrigos de fieltro verde (alemán: Lodenmäntel) usados tradicionalmente por los silvicultores y agricultores alemanes, color usado también como referente de la ecología y el cuidado del medioambiente. La feria tuvo lugar cada año a excepción de 1939, cuando debió suspenderse debido a la aparición de un brote europeo de fiebre aftosa del ganado. Luego de finalizada la Segunda Guerra Mundial, la feria fue reanudada en 1948. 
Tras la reunificación alemana, la feria experimentó un crecimiento sustancial durante los años 90, sumado a la aparición de presentaciones especiales sobre temas como el "queso alemán", además de un completo programa técnico a partir de 2005 con charlas y conferencias, seminarios y simposios que terminaron por completar la exposición. 